# Прогонный (Воронежская область)
Прогонный — хутор в Лискинском районе Воронежской области.

## География

### Улицы
- ул. Садовая
- ул.ПМК.6